# پوست شتر

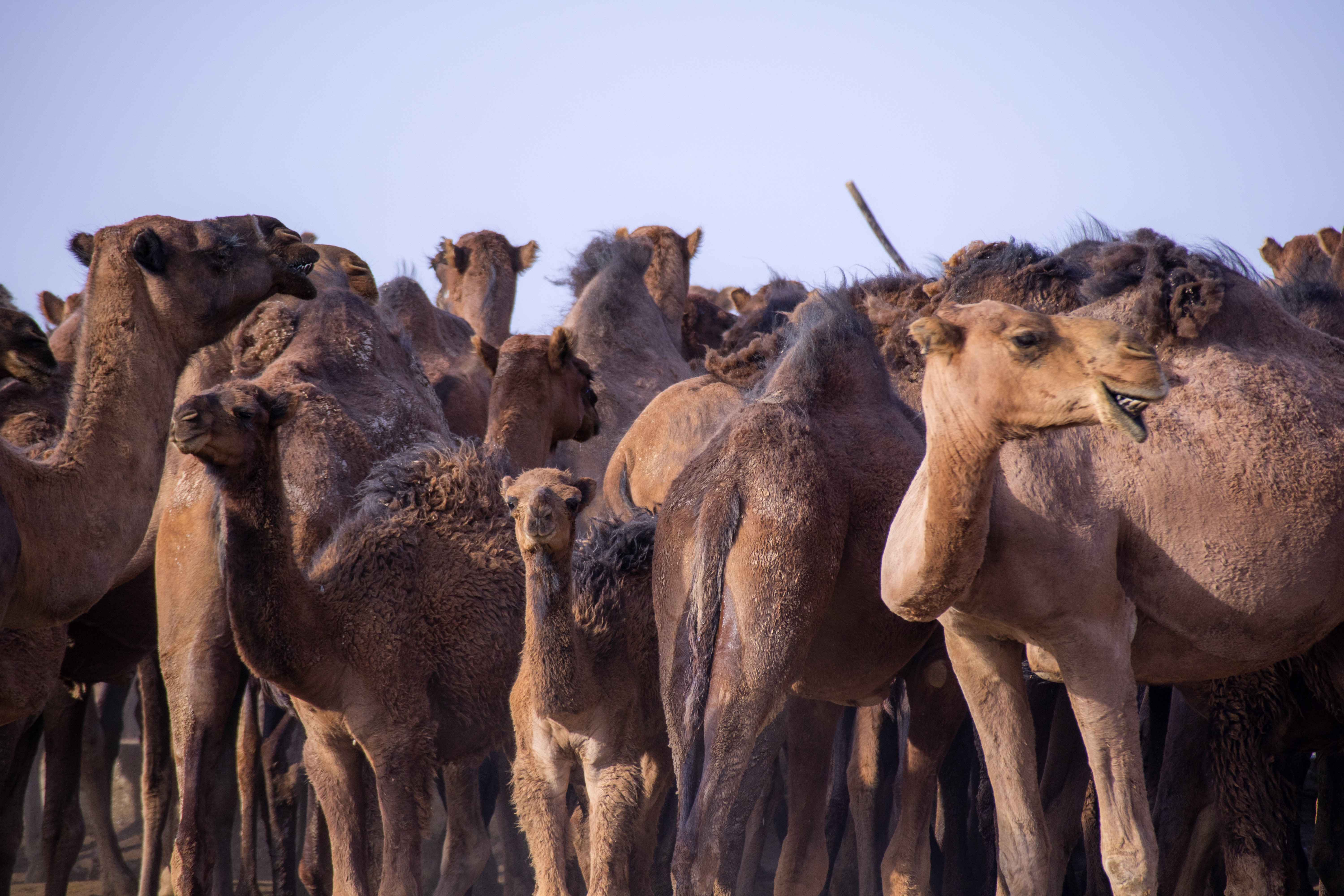
گله شتر در پارک ملی کویر

پوست شتر از جمله فراورده‌های جنبی شتر است که در مرحله دوم تولید قرار دارد و این پوست در صنعت کفش سازی، کیف سازی، و زین سازی بکار می‌رود و همچنین در ساخت مشک های آب یا نگهداری شیر از آنها استفاده می‌شود . ملاحظه شده‌است که وزن پوست کنده شده از لاشه شتران جوان یکسال و هشت ماهه در حدود ۳۰ کیلوگرم بوده‌است و در شترهای دو سال و هشت ماهه ۳۲ کیلوگرم و در شترهای سه سال و هشت ماهه ۴۰ کیلوگرم و در شترهای چهارسال و هشت ماهه و بالاتر ۴۵ کیلوگرم بوده‌است و همچنین نسبت وزن پوست به وزن زنده دام در حدود ۶/۷٪ تا ۹/۷٪ در شتران جوان، و ۹/۶٪ در شتران بالغ بوده‌است و نسبت پوست به وزن زنده دام در اثر بالارفتن سن شتران کاهش می‌یابد.
کندن پوست شتر معمولاً بعد از ذبح حیوان و خونگیری لاشه و جدا کردن سر و گردن از بدن صورت می‌گیرد (زاید و همکارانش ۱۹۹۱) .درباره موارد استعمال پوست شتر کمتر مطلبی به رشته تحریر درآمده‌است ( ناظر عدل ۱۳۶۵) .
در هندوستان از پوست شتر برای تهیه نوارهائی جهت یراق اسب استفاده می‌شود. در سومالی کفش و دم پائی از پوست شتر می‌سازند. از هر قطعه پوست شش جفت دم پائی می‌توان تهیه نمود(Schinkel 1970) .